# 존 웨인
존 웨인(영어: John Wayne, 본명은 매리언 로버트 모리슨(영어: Marion Mitchell Morrison), 1907년 5월 26일 ~ 1979년 6월 11일)은 미국의 배우이다. 그의 경력은 1920년대에 무성 영화로 처음 선을 보였으며, 1940년대에서 1970년대를 걸쳐 주된 스타로 자리매김하였다. 그는 서부극와 전쟁 영화에 자주 참가하였지만, 일대기, 로맨틱 코미디, 경찰 드라마와 같은 다양한 장르의 영화에도 출연하였다.
1999년 미국 영화 협회는 이 시대 최고의 남성 스타에서 웨인을 13위로 지명하였다. 해리스 폴은 2007년 존 웨인을 미국에서 가장 선호하는 3번째의 영화 스타로 발표하였다.

## 생애

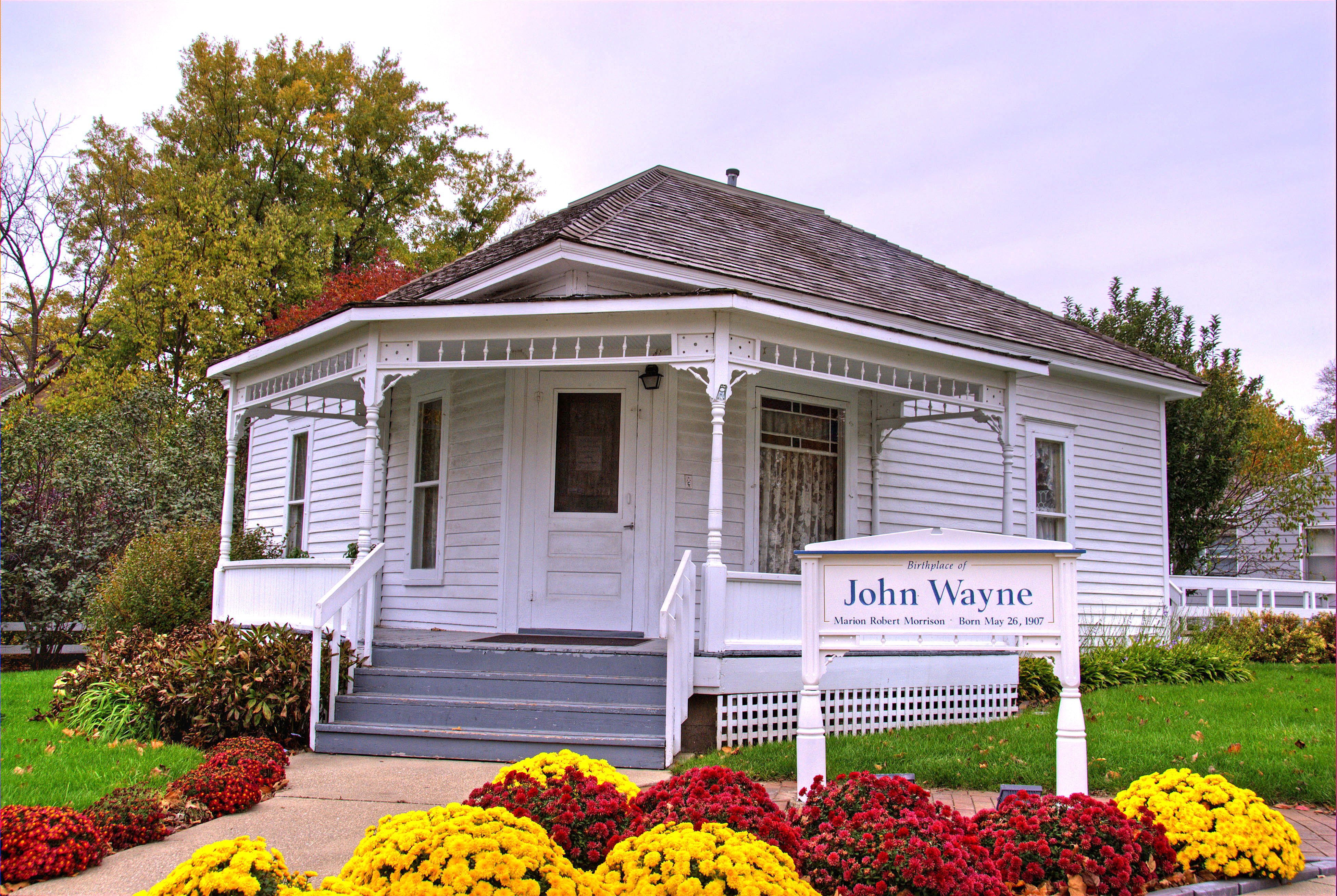
1907년 웨인이 태어난 아이오와주 윈터셋의 집

존 웨인은 미국 아이오와주 윈터셋의 216 사우스 세컨드 스트리트에서 매리언 로버트 모리슨(Marion Robert Morrison)이라는 이름으로 태어났다. 그의 부모가 그들의 다음 아들의 이름을 로버트로 하기로 하면서 존 웨인의 가운데 이름은 로버트에서 미첼(Mitchell)로 변경되었다.
웨인의 아버지 클라이드 레너드 모리슨(Clyde Leonard Morrison, 1884년 ~ 1937년)은 미국 남북 전쟁 참전군인 매리언 미첼 모리슨(Marion Mitchell Morrison, 1845년 ~ 1915년)의 아들이다. 웨인의 어머니 메리 몰리 앨버타 브라운(Mary "Molly" Alberta Brown, 1885년 ~ 1970년)은 네브래스카주 랭커스터군 출신이다. 웨인은 장로교 일원으로 자랐다.
10살 때 존 웨인은 할리우드 스튜디오의 아이스크림 가게에서 일했고 글렌데일에서 윌슨 중학교를 다녔다. 1924년에는 챔피언 글랜데일 고등학교 미식 축구팀에서 선수생활을 했다. 웨인은 미국 해군사관학교에 지원했으나 받아들여지지 않았다. 대신 서던캘리포니아 대학교(USC)에 다니며 프리로(prelaw→법학부 이전 준비)를 전공하였다.
웨인은 지방 영화 스튜디오에서 일하기 시작했다. 곧 단역으로 옮겨서 존 포드 감독과 긴 우정을 갖는다. 이 기간 초기에 웨인은 USC 팀 동료들과 미식 축구를 하는 모습이 영화에 등장하기도 했다. (Brown of Harvard (1926년), The Dropkick (1927년), Salute (1929년), Columbia's Maker of Men (1930년 촬영, 1931년 개봉).
1954년 유타주의 한 사막에서 영화 《정복자》 촬영 중 출연진 및 제작진 전원이 방사능에 노출되었고, 이로 인해 1960년대부터 암이 발병하여 10여년간 투병과 수 차례의 대수술을 거친 끝에 1979년 6월 11일 위암으로 72세의 나이에 세상을 떠났다. 투병 중에 그는 개신교에서 로마 가톨릭으로 개종하였다.

## 출연 작품
- 《역마차》, 1939, 존 포드 감독
- 《성난 파도》, 1948
- 《이오지마의 모래》, 1949, 알란 드완 감독
- 《리오 그란데》, 1950, 존 포드 감독
- 《비상 착륙》, 1954, 윌리엄 A. 웰먼 감독
- 《리오 브라보》, 1959, 하워드 혹스 감독
- 《기병대》, 1959, 존 포드 감독
- 《알라모》, 1960, 존 웨인 감독
- 《리버티 밸런스를 쏜 사나이》, 1962, 마이클 커티스 감독
- 《하타리》, 1962, 하워드 혹스 감독
- 《지상 최대의 작전》, 1962, 켄 아니킨 외 4인 감독
- 《서부 개척사》, 1962, 존 포드 외 2인 감독
- 《그린 베레》, 1968, 존 웨인 외 1인 감독
- 《존 웨인의 열차강도》, The Train Robbers, 1973, 버트 케네디 감독
- 《형사 맥큐》, 1974, 존 스터지스 감독

## 같이 보기
- 프리메이슨 목록
- 적색공포